# De Schelp (fictief bouwwerk)
De Schelp (Engels: Shell Cottage) is een woonhuis in de Harry Potter-boekenreeks van de Britse schrijfster J.K. Rowling.
De Schelp is het huis van Bill Wemel en Fleur Delacour na hun huwelijk in de zomer van 1997. Het huis ligt een eindje buiten Vonkeveen (Engels: Tinworth), Cornwall, dicht bij de kust. Het wordt beschreven als een prachtige en eenzame plek.
Het huis is niet groot. Boven zijn slechts drie kleine slaapkamers, en beneden is een bescheiden keuken en een woonkamer met een open haard.
Achter in de tuin ligt het graf van Dobby de huiself.
Aangezien het huis wordt beschermd door de Fideliusbezwering, was dit een plek waar Harry, Ron en Hermelien toevlucht konden zoeken nadat ze ontsnapt waren aan de Dooddoeners in Villa Malfidus tijdens de Tweede Tovenaarsoorlog. Uiteindelijk verbleven ze hier enkele weken en smeedden ze samen met de kobold Grijphaak plannen om een van Voldemorts Gruzielementen, de Beker van Huffelpuf, uit de tovenaarsbank Goudgrijp te stelen.
Na het eind van de oorlog in mei 1998 hebben Bill en Fleur hun kinderen Victoire, Dominique en Louis opgevoed in De Schelp.